# Mauritz von Wiktorin
Mauritz von Wiktorin (13 de agosto de 1883 - 16 de agosto de 1956) fue un general austriaco en la Wehrmacht durante la II Guerra Mundial. Recibió la Cruz de Caballero de la Cruz de Hierro de la Alemania Nazi. Wiktorin fue licenciado del ejército el 30 de noviembre de 1944 después del complot del 20 de julio.

## Carrera militar
Wiktorin sirvió como oficial en el Ejército austrohúngaro en la Primera Guerra Mundial. Después de la guerra, fue transferido al Ejército austriaco de posguerra y sirvió como comandante y general del estado mayor en varias unidades. Durante su servicio en el Estado Mayor General austriaco, fue arrestado y destituido del ejército en 1935 por contactos sin autorización con las autoridades germanas.
Wiktorin fue un entusiasta de la anexión de Austria. Después de la anexión, fue rellamado al servicio y promovido a teniente general del ejército. En julio de 1938, asumió el mando de la 20.ª División de Infantería. Wiktorin comandó esta unidad en la invasión de Polonia y atendió al desfile militar germano-soviético en Brest-Litovsk con Heinz Guderian. En mayo de 1940, la 20.ª División de Infantería tomó parte en la invasión de Francia.
El 25 de noviembre de 1940, Wiktorin asumió el Comandamiento General del XXVIII. Cuerpo de Ejército. Mando este Cuerpo en la Operación Barbarroja, la invasión de la Unión Soviética. Como parte del Grupo de Ejércitos Norte el cuerpo de  Wiktorin avanzó a través de los estados Bálticos y fue parte de las fuerzas que asediaron Leningrado. En abril de 1942, antes de la principal ofensiva alemana de verano de ese año, fue remplazado y transferido a la reserva (Führerreserve). A partir de mayo de 1942 encabezó el distrito militar XIII con base en Núremberg, pero fue remplazado por Karl Weisenberger en noviembre de 1944 después del intento de asesinato de Hitler en el verano de 1944.
Wiktorin murió el 16 de agosto de 1956 en Núremberg.

## Condecoraciones
- Cruz de Caballero de la Cruz de Hierro el 15 de agosto de 1940 como Generalleutnant y comandante de la 20.ª División de Infantería (mot.)[2]
- Cruz de Hierro, 1.ª Clase (1939)
- Broche de la Cruz de Hierro 1939, de 2.ª Clase
- Cruz de Hierro, 2.ª Clase (1914, condecoración de la I Guerra Mundial)
- Condecoración al Largo servicio de la Wehrmacht, 1.ª Clase